# Цецина Маворций Василий Деций
Цецина Маворций Василий Деций (на латински: Caecina Mavortius Basilius Decius) e римски политик от 5 век.

## Биография
Произлиза от фамилията Цецинии. Той е син на Флавий Цецина Деций Василий (консул 463 г.). Брат е на Деций Марий Венанций Василий (консул 484 г.) и Флавий Цецина Деций Максим Василий (консул 480 г.). Баща е на Ветий Агорий Василий Маворций (консул 527 г.).
През 486 г. Маворций е консул заедно с Флавий Лонгин. Той е префект на град Рим и преториански префект на Италия (486 – 493).